# Radara tepletalis
Radara tepletalis là một loài bướm đêm trong họ Noctuidae.